# EPHB6
EPHB6‏ (EPH receptor B6) هوَ بروتين يُشَفر بواسطة جين EPHB6 في الإنسان.
تتوسط مستقبلات الإفرين وربيطاتها، الإفرينات، العديد من عمليات النمو، وخاصةً في الجهاز العصبي. بناءً على بنيتها وعلاقاتها التسلسلية، تُقسم الإفرينات إلى فئة الإفرين-أ (EFNA)، التي ترتبط بالغشاء بواسطة رابط غليكوزيل فوسفاتيديلينوسيتول، وفئة الإفرين-ب (EFNB)، وهي بروتينات عبر غشائية. تُقسم عائلة مستقبلات الإفرين إلى مجموعتين بناءً على تشابه تسلسلاتها خارج الخلية وقدرتها على الارتباط بروابط الإفرين-أ والإفرين-ب. تُشكل مستقبلات الإفرين أكبر مجموعة فرعية من عائلة مستقبلات تيروزين كيناز (RTK). يفتقر مستقبل الإفرين المُشفر بواسطة هذا الجين إلى نشاط الكيناز الموجود في معظم كينازات مستقبلات تيروزين كيناز، ويرتبط بروابط الإفرين-ب.